# Torneälven
A Torneälven vagy Torne älv (finnül: Tornionjoki (Tornio-folyó), északi számi nyelven: Duortneseatnu, Meänkieli nyelven: Tornionväylä, Észak-Svédország és Észak-Finnország folyója. A folyó teljes hosszának körülbelül fele határfolyó Svédország és Finnország között. A svéd-norvég határ közelében a Torne-tóból (finnül: Torniojärvi) ered, majd délkeleti irányban haladva 522 km után Torniónál ömlik a Botteni-öböl északi csücskébe. Ez a svédországi Norrbotten megye legnagyobb folyója mind hosszúság, mind pedig vízgyűjtő terület szempontjából.
A Torneälven Svédország négy szabályozatlanul hagyott folyója közül az egyik. (A többi három a Vindelälven, a Kalixälven és a Piteälven. 1993-ban ezeket a Riksdag, a svéd parlament nemzeti folyónak nyilvánította és rögzítette, hogy azok kiépítetlenül maradjanak.)

## Földrajzi adottságok
A Torneälven vízgyűjtő területe különböző források szerint összesen 37 300 km² vagy 40 147,1 km². Ebből a területből 25 392,2 km² vagy más forrás szerint 25 393,1 km² Svédország, 10 400 km² vagy 14 266,3 km² Finnország és 1500 km² vagy 497,7 km² Norvégia területe.

### Torneträsk
A Torneälvent általában a Torneträsk tótól (finnül: Torniojärvi) eredeztetik, a norvég határ közeléből.
A tavat nyugaton a Njuoraätno és a Kåppasjåkka táplálja, északon a Gurttejohka, a Snurrijåkka, a Bessešjohka, a Bággesgorsajohka, a Davip Duoptejohka, a Lulip Duoptejohka, a Sarvájohka és mások, a Rákkasjohka, a Gohpasjohka, az Abiskojåkka, a Miellejohka, a Bessešjohka, a Golkkokjohka, a Nivsakkjohka és kisebb folyók délen. A Tornio tótól északra a folyó vízgyűjtő területéhez a következő falvak tartoznak: Riksgränsen, Katterjåkk, Vassijaure, Låktatjåkka, Kopperåsen és Tornehamn.
A déli parton Björkliden, Abisko, Stordalen, Kaisepakte. Stenbacken és Torneträsk.
Északon lapp falvak találhatók: Laimoluokta és Kattuvuoma.

### Felső szakasz
A Torne-tóból kilépve a folyó szinte emberi beavatkozástól érintetlenül, akadálytalanul áramlik Kurravaara falváig, körülbelül 12 km-re északkeletre Kirunától.
A folyó két ága Kurravaaránál találkozik, a két ága között az Alajávri nemzeti parknak (Alajávri naturreservat) adva helyet. A tó és Kurravaara között a Čearrojogaš és a Rávdojohka csatlakozik jobb oldalról a Tornióba, majd közvetlen Kurravaaránál 134á69 km-nél Rautas River. Balról a Gukkajohka, a Reaskkajohka és a Dápmokjohka ömlik a folyóba.
Kurravaara után a folyóba Laxforsennél jobbról torkollik a Luossajoki. Itt található az első híd, mely az E10 autóút része összekötve Laxforsen, Luossajärvi és Esrange településeket. Ezután következik Jukkasjärvi, ahol télen a folyó jegéből jégszállodát építenek.

#### A bifurkáció
Paksuniemi alatt a folyóhoz jobbról becsatlakozik Pounujoki, Vittanginál pedig a 125,7 km hosszú Vittangi. Itt található a Tornio folyót átívelő második híd, mely az E45-ön vezet Karesuandóba. A harmadik hídnál (Kuoksu) Junojoki ömlik balról a Tornióba.
Junosuandonál (finnül: Junosuvanto) a Tornio felső folyásának több, mint fele az 50 km hosszú Tärännönjoki folyó vizével egyesülve a Kainuunväylä vagy más néven Kalix-folyóba átfolyik. Ezt a jelenséget bifurkációnak nevezik. A Torne- és a Kalix-folyó bifurkációja a földön a második legnagyobb.
Junosuando után a Piipionjoki ömlik a Tornióba, majd Palokorvanál a 259,74 km hosszú Lainio folyó. A Lainio folyó vízgyűjtő területén két további, kisebb bifurkáció keletkezett:
Goldajávri és Råstojaure tavak a Lainio folyót táplálják, ugyanúgy, mint a norvég Signaldalselva és Råstaelva is.

#### Pajalaig
A Junosuando és Pajala közötti szakaszon Käymäjoki balról és Liviöjoki valamint Mertajoki jobbról ömlik a Tornióba. Ezután Anttis település fekszik a folyó bal partján, mellette az ötödik híddal, mely összeköti a települést a folyó jobb oldalán haladó országúttal. Pajalát elhagyva a Tornióhoz csatlakozik legnagyobb mellékfolyója, a 379,88 km hosszú Muoniojoki. Pajala mellett még két további híd szeli át a folyót.
Ettől a ponttól északra a Muonio folyó, délre pedig a Torne-folyó alkotja Svédország és Finnország határát.

### Alsó szakasz

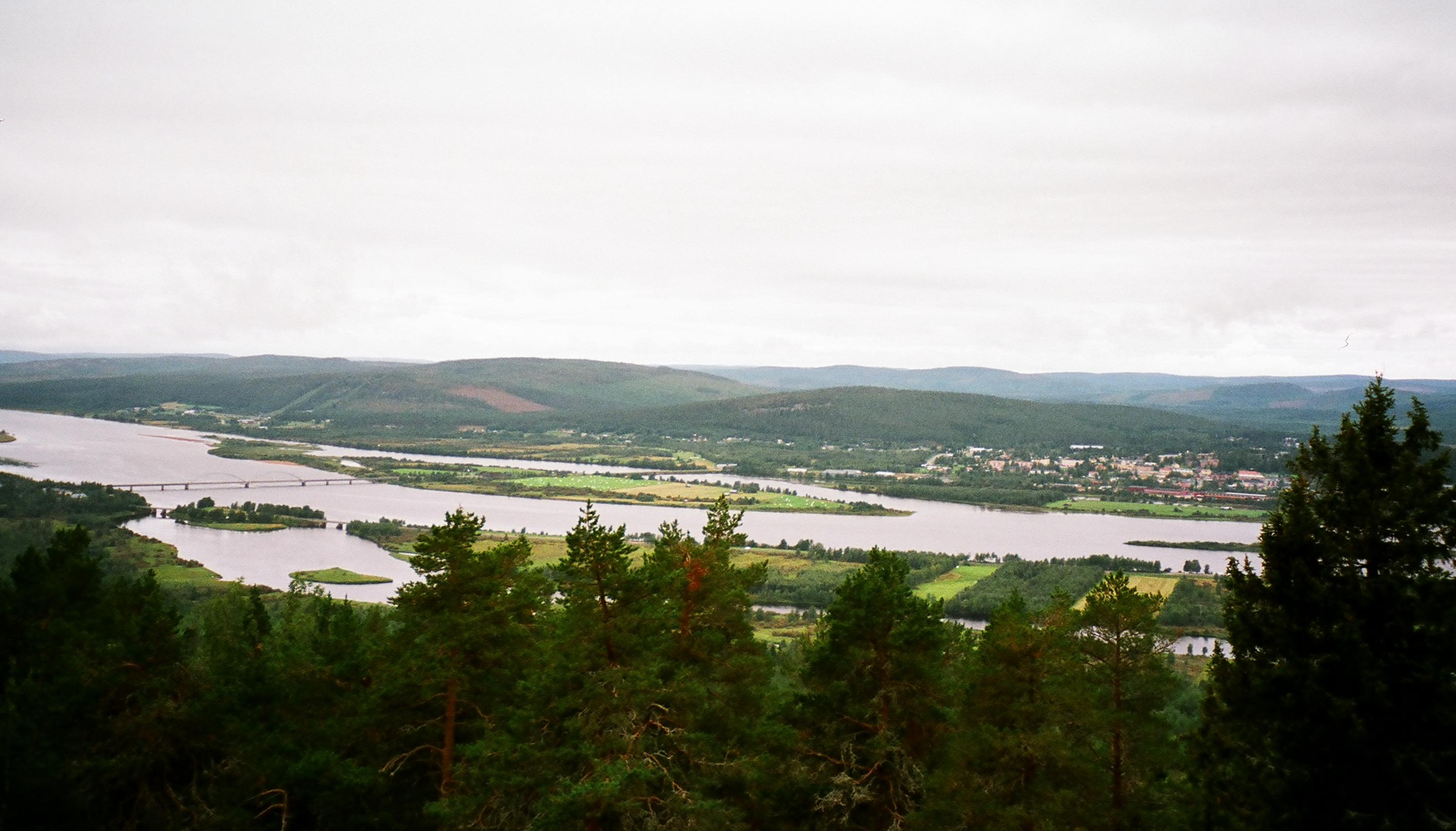
A Torne-folyó Övertorneo mellett a finn oldalról nézve. Bal oldalon látható a híd.

A folyónak ez a része Torne-völgy (finnül: Torniolaakso, svédül: Tornedalen) néven ismert, nagyon népszerű turisztikai célpont. Pajalától kissé délre található az az országhatáron is átvezető nyolcadik híd, mely a Kolari úthoz vezet Észak-Finnországba.
A folyó Kassa település felé halad tovább, majd eléri Pellót, mely a folyó mindkét partján fekszik. Tovább délre haladva Juoksenginél átszeli az északi sarkkört, majd elhalad Niskanpää és Kuivakangas települések mellett. Övertorneónál található az utolsó híd a torkolat előtt. Itt a 127,43 km hosszú Tengeliönjoki csatlakozik a finn oldaltól a Tornio folyóhoz.
Karungi után a Liakanjoki folyó elválik a Torniótól és önálló folyóként Finnország területén ömlik a Botteni-öbölbe. Karungitól délre a folyó mindkét oldalán vasút is fut. Lejjebb haladva elérjük az egyik legnépszerűbb turistalátványosságot, a Kukkolaforsen (finnül: Kukkolankoski) vízesést.

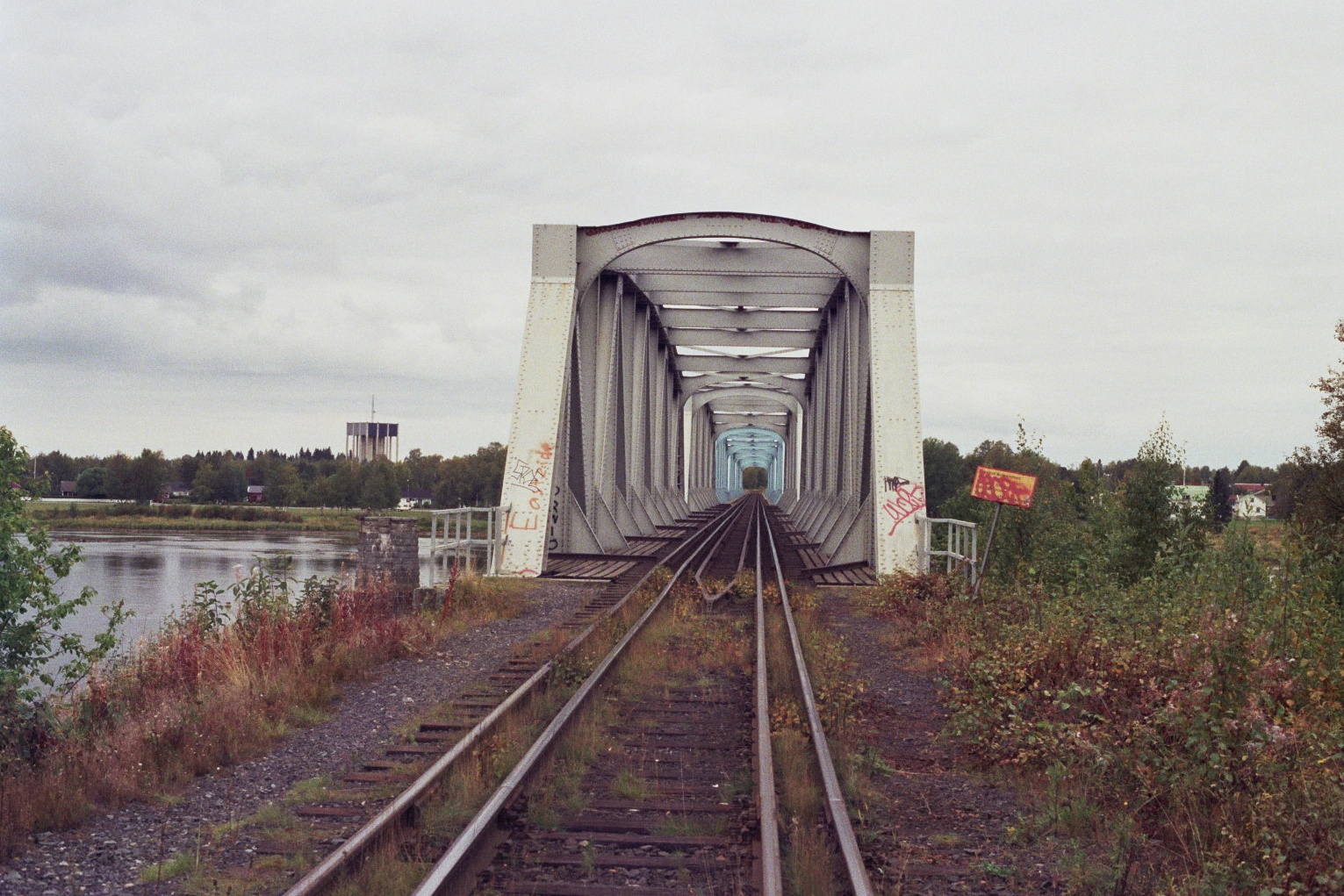
Haparanda–Tornio svéd-finn nyomtávcserélő vasúti híd

Haparanda/Tornio ikerváros négy híddal büszkélkedhet. Egyet a bicikliseknek és gyalogosoknak tartanak fenn, egy a helyi forgalomra, egy az E4-es autóutat szolgálja, a legdélebben elhelyezkedő - utolsó, egyben a 14. - pedig a svéd és a finn eltérő nyomtávú vasútvonalakat összekötő híd.

## Történelem
Az 1809-es Haminai békeszerződés eredményeként Svédország elvesztette Finnország mai területét, mely ekkor az Orosz Birodalom része lett. Az országhatárnak Svédország és a Finn Nagyhercegség között a Muonio és Könkämä folyók vonulatát jelölték ki, ezzel megosztva az addigi svéd Lapp és Västerbotten tartományt.
A szerződés szerint a határ a folyómeder legmélyebb részén haladt, kivéve Haparanda/Tornio várost, ahol is a határvonalat a szárazföldön jelölték ki, hogy így Tornio város teljes egészében orosz terület lett.

## Nyelvkultúra
A Torne-folyó menti településeknek általában svéd és finn nevük is van, sokszor a másik nyelvű elnevezésből eredően pl. svéd név: Haparanda, a finn Haaparanta, vagy a finn név: Tornio a svéd Torneå névből.
Történelmileg a folyó mindkét partján finnül beszéltek. A 19. század második felében mindkét országban elindult az iskoláztatás. Ekkor a svéd területen lévő iskolákban csak svéd nyelvet és svédül tanítottak, sokszor még az órák közötti szünetekben is megkövetelték a svéd beszédet. Az intézkedések eredményeként a 20. század második felére már a svéd lett a domináns nyelv a svéd oldalon. Jelenleg, hogy az eredeti nyelvet ismét visszanyerje az itt élő lakosság, egy új nyelvet írtak le, a meänkieli nyelvet. Ennek a nyelvnek az önálló nyelvként való létjogosultsága még kérdéses, többen csak a finn nyelv egy dialektusának tartják.
A finn nyelvű hétköznapi beszéd a folyó mindkét oldalán hasonló, néhány újabb keletű szó kivételével. A finn oldalon csak a finn nyelvet használják.

## Fordítás
- Ez a szócikk részben vagy egészben  a   Tornionjoki című finn Wikipédia-szócikk fordításán alapul.  Az eredeti cikk szerkesztőit annak laptörténete sorolja fel. Ez a jelzés csupán a megfogalmazás eredetét és a szerzői jogokat jelzi, nem szolgál a cikkben szereplő információk forrásmegjelöléseként.
- Ez a szócikk részben vagy egészben  a   Torne River című angol Wikipédia-szócikk fordításán alapul.  Az eredeti cikk szerkesztőit annak laptörténete sorolja fel. Ez a jelzés csupán a megfogalmazás eredetét és a szerzői jogokat jelzi, nem szolgál a cikkben szereplő információk forrásmegjelöléseként.